# Egipt na Mistrzostwach Świata w Lekkoatletyce 2011
Egipt na Mistrzostwach Świata w Lekkoatletyce 2011 – reprezentacja Egiptu podczas czempionatu w Daegu liczyła 5 zawodników.

## Występy reprezentantów Egiptu

### Mężczyźni

#### Konkurencje biegowe
| Konkurencja   | Zawodnik                  | Runda 1  | Runda 1 | Runda 2    | Runda 2 | Półfinał | Półfinał | Finał    | Finał   |
| Konkurencja   | Zawodnik                  | Rezultat | Pozycja | Rezultat   | Pozycja | Rezultat | Pozycja  | Rezultat | Pozycja |
| ------------- | ------------------------- | -------- | ------- | ---------- | ------- | -------- | -------- | -------- | ------- |
| Bieg na 200 m | Amr Ibrahim Mostafa Seoud |          |         | 20,44 (SB) | 3 Q     | 21,15    | 18       |          |         |

#### Konkurencje techniczne
| Konkurencja    | Zawodnik                  | Eliminacje   | Eliminacje | Finał    | Finał   |
| Konkurencja    | Zawodnik                  | Rezultat     | Pozycja    | Rezultat | Pozycja |
| -------------- | ------------------------- | ------------ | ---------- | -------- | ------- |
| Rzut młotem    | Mostafa Al-Gamel          | 68,38 m      | 30         |          |         |
| Rzut oszczepem | Ihab Al Sayed Abdelrahman | 71,99 m (SB) | 35         |          |         |
| Skok w dal     | Mohamed Fathalla Difallah | NM           | NM         |          |         |

### Kobiety

#### Konkurencje techniczne
| Konkurencja | Zawodnik    | Eliminacje  | Eliminacje | Finał    | Finał   |
| Konkurencja | Zawodnik    | Rezultat    | Pozycja    | Rezultat | Pozycja |
| ----------- | ----------- | ----------- | ---------- | -------- | ------- |
| Skok w dal  | Enas Gharib | 5,48 m (SB) | 34         |          |         |